# Klaas-Erik Zwering
Klaas-Erik Zwering (Eindhoven, 19 maggio 1981) è un nuotatore olandese.
Ha vinto un argento alle Olimpiadi di Atene 2004 nella staffetta 4x100 m sl.

## Palmarès
- Olimpiadi

Atene 2004: argento nella 4x100m sl.
- Mondiali

Fukuoka 2001: argento nella 4x100m sl.
- Europei

Istanbul 1999: oro nella 4x100m misti.